# Jan Jakub Gay

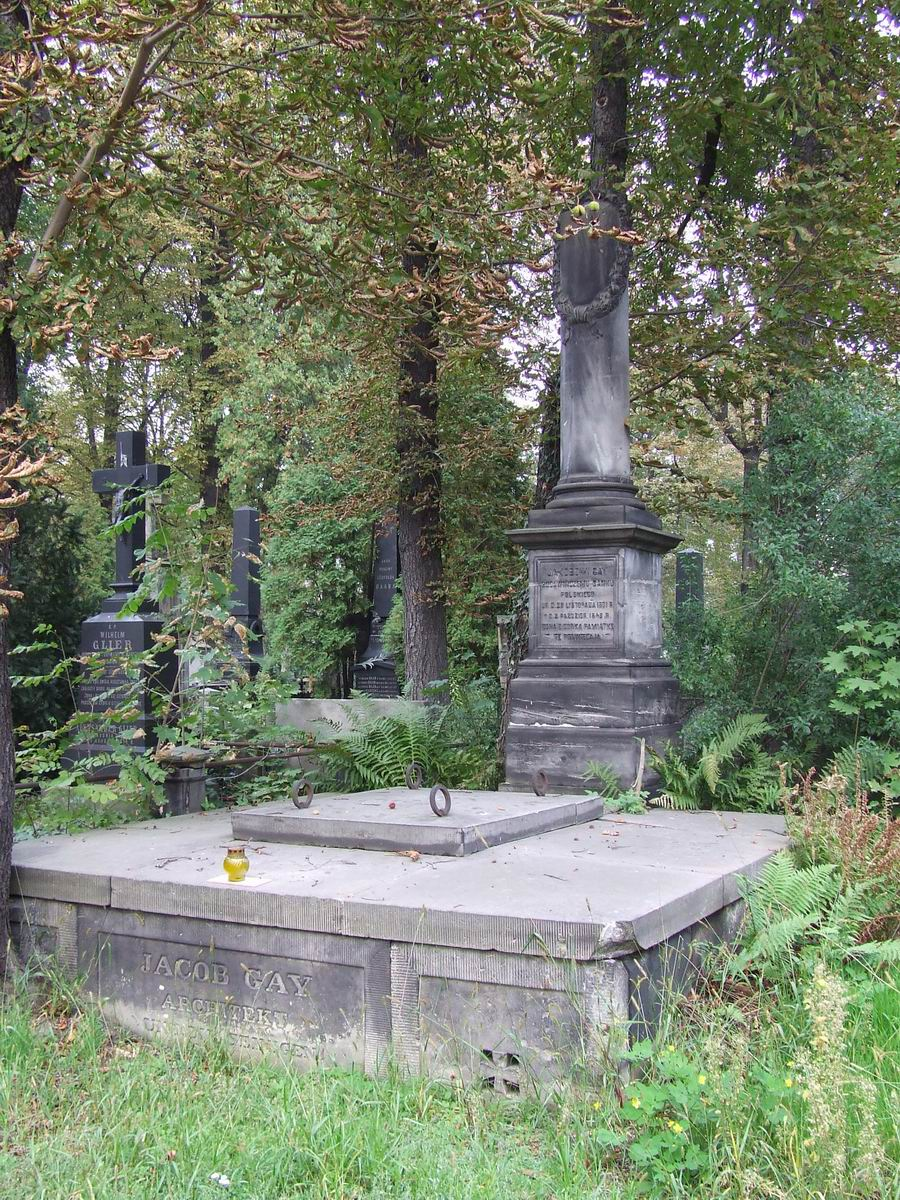
Grób Gaya na cmentarzu ewangelicko-augsburskim w Warszawie (2006)

Jan Jakub Gay (ur. 29 listopada 1801 w Kamionie albo 1 grudnia 1803 w Warszawie, zm. 2 października 1849 w Warszawie) – polski architekt, reprezentant historyzmu, dziad Henryka Juliana. 

## Życiorys
Po ukończeniu nauki w Korpusie Kadetów w Kaliszu, w latach 1822–1825 służył w wojsku Królestwa Polskiego. Z polecenia Ministerstwa Skarbu wyjechał w 1830 na studia do Anglii, Holandii, Francji i Niemiec. Po powrocie do Polski zasłynął jako pierwszy w Warszawie architekt stosujący ozdoby architektoniczne z lanego żelaza i blachę cynkowaną do krycia dachów – jego kamienica i pałac przy ul. Grzybowskiej 19 była pionierskim wykorzystaniem elementów żelaznych, o 10 lat starsza niż słynna kamienica przy Krakowskim Przedmieściu 17 projektu Franciszka Marii Lanciego. 
Był członkiem Instytutu Królewskiego Architektury w Londynie oraz Cesarskiej Akademii Sztuk Pięknych w Sankt Petersburgu.
Żonaty z Anną z Heurichów miał z nią pięcioro dzieci. Zmarł we własnym domu w 1849 roku. Wśród osieroconych dzieci był siedmioletni Stanisław Gay, który 19 lutego 1863 w oddziale Ludwika Mierosławskiego zginął w bitwie pod Krzywosądzą na Kujawach.
Jakub Gay był luteraninem, pochowany został na cmentarzu ewangelicko-augsburskim w Warszawie (aleja 10, grób 29).

## Ważniejsze prace
- Bank Polski przy pl. Bankowym w Warszawie (1828–1830)
- oficyna przy ul. Elektoralnej 2 (razem z Antonio Corazzim)
- Ministerstwo Przemysłu i Handlu, Główny Urząd Miar, ul. Elektoralna 2a (1829–1830) (z Antonio Corazzim)
- Obelisk ku czci cara Aleksandra I na Cytadeli Warszawskiej (proj. 1829, rozebrany 1924)
- spichlerz nad Narwią w Nowym Dworze Mazowieckim (1844)
- Stara Papiernia w Konstancinie (1836–1838)
- Gościnny Dwór na Wielopolu (razem z Alfonsem Kropiwnickim) (1841)
- część gmachów Warszawskiego Towarzystwa Dobroczynności przy ul. Bednarskiej
- dom Nowakowskiego przy ul. Królewskiej
- stacja drogi żelaznej warszawsko-wiedeńskiej w Żyrardowie (1845)
- kaplica pw. Św. Tadeusza w Rudzie Malenieckiej (1848)
- jatki w posesji Zrazowskiego przy ul. Nowy Świat 64 (1849)
- domy A. Cohna przy zbiegu ul. Przechodniej i Ptasiej
- dom własny przy ul. Grzybowskiej 19, znany jako kamienica i pałac Gaya
- cerkiew św. Aleksandry w Stanisławowie

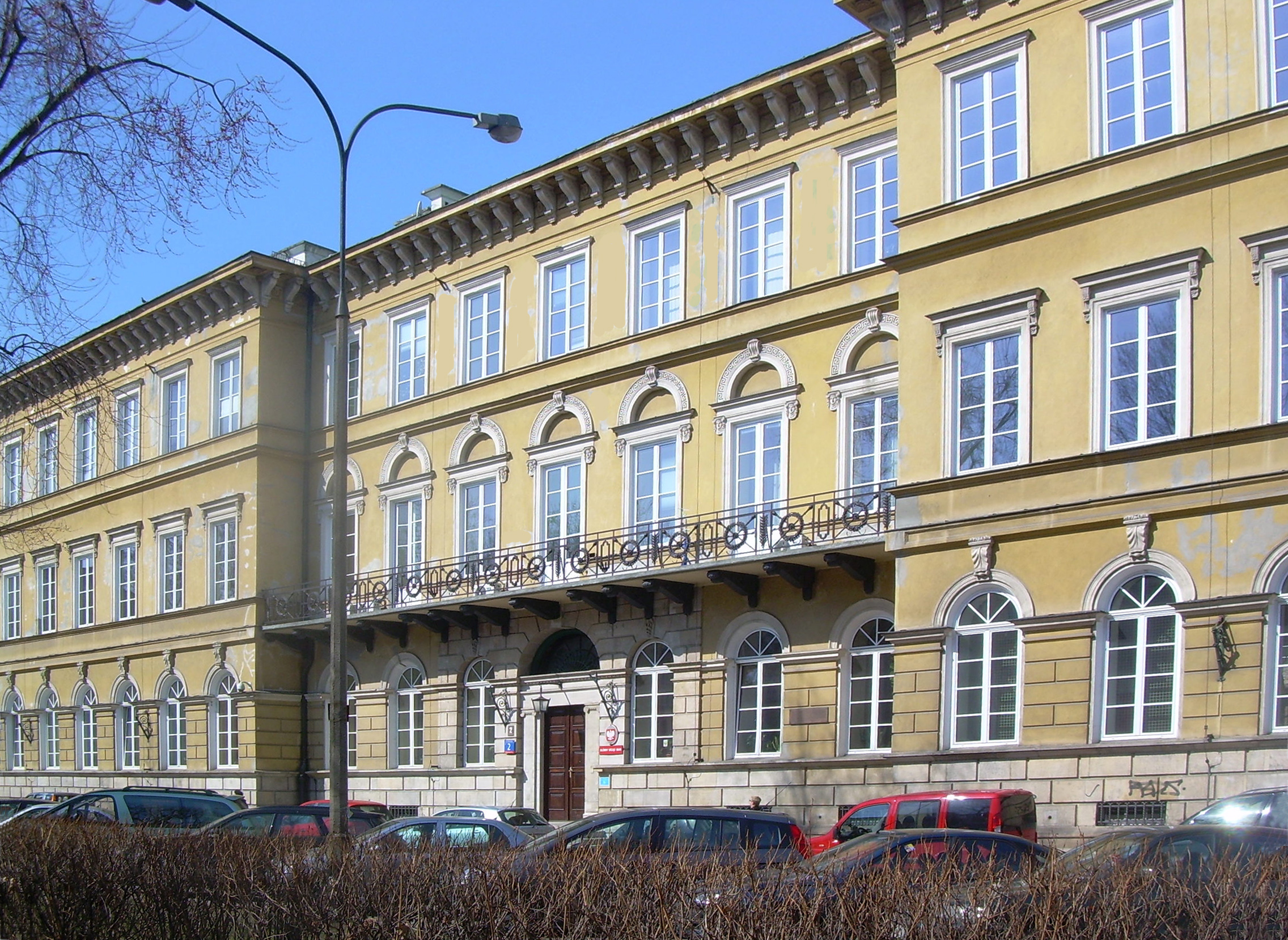
Główny Urząd Miar, ul. Elektoralna 2a
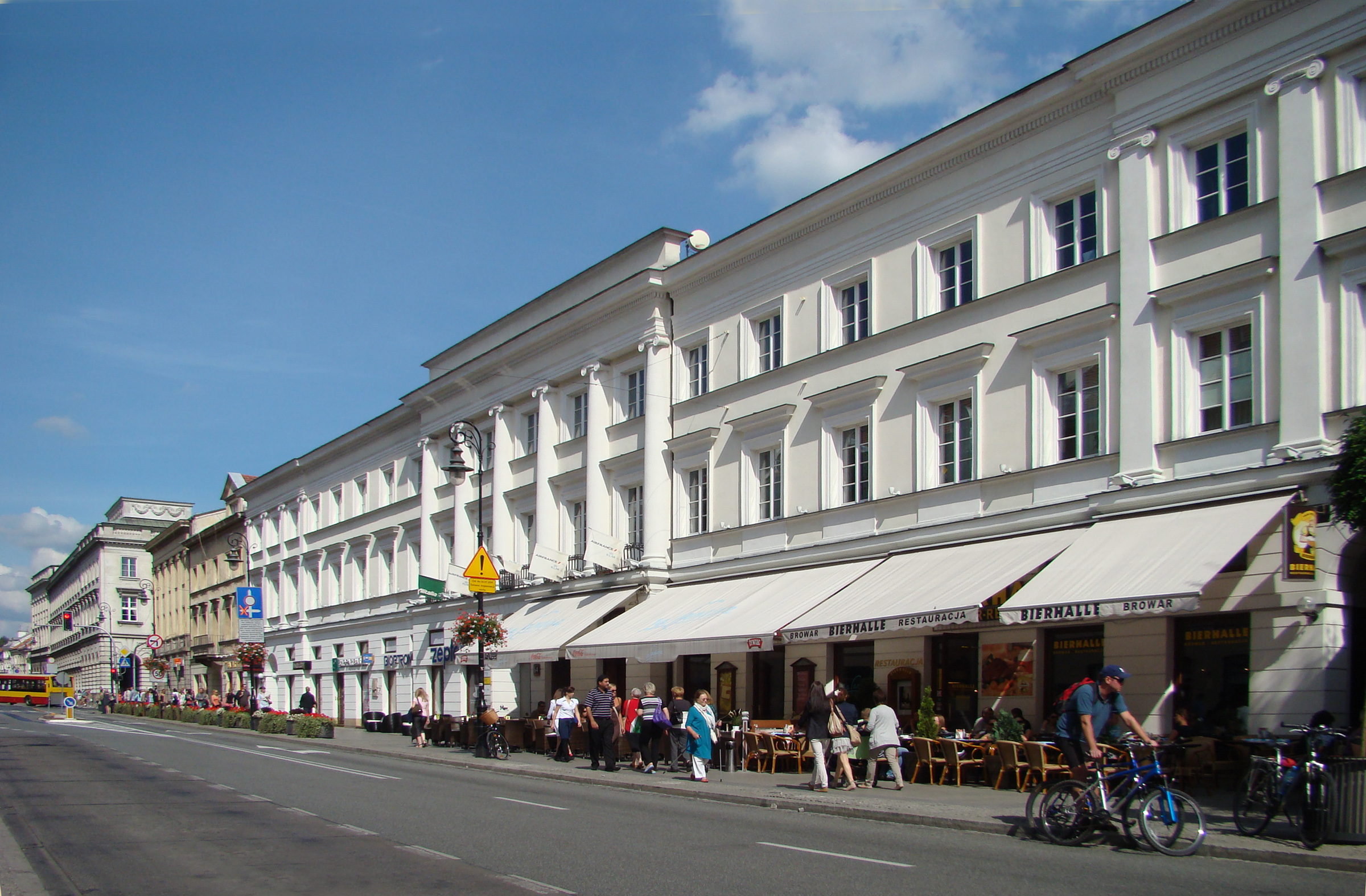
Dom Zrazowskiego, Nowy Świat 64
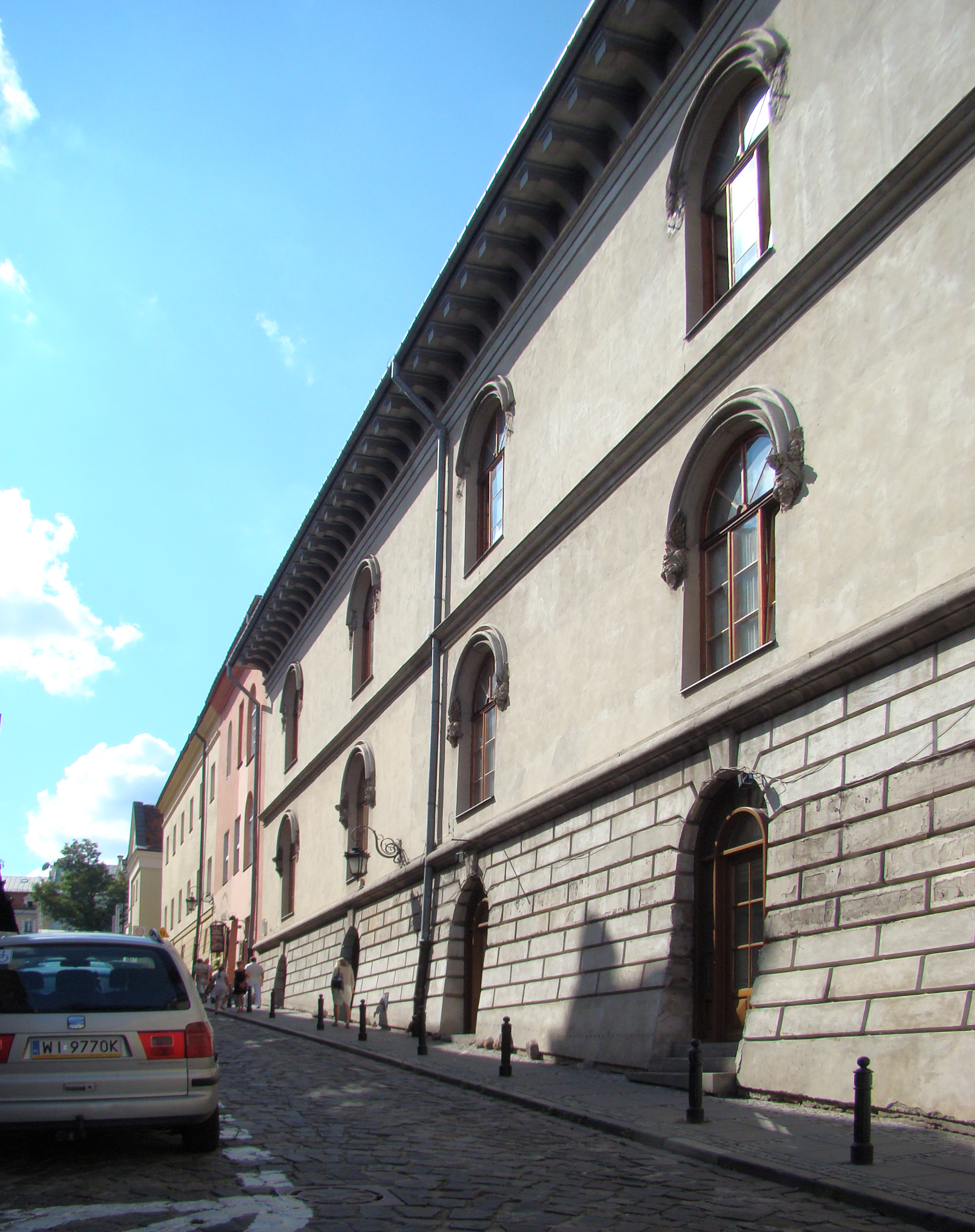
Towarzystwo Dobroczynności, Bednarska 28/30
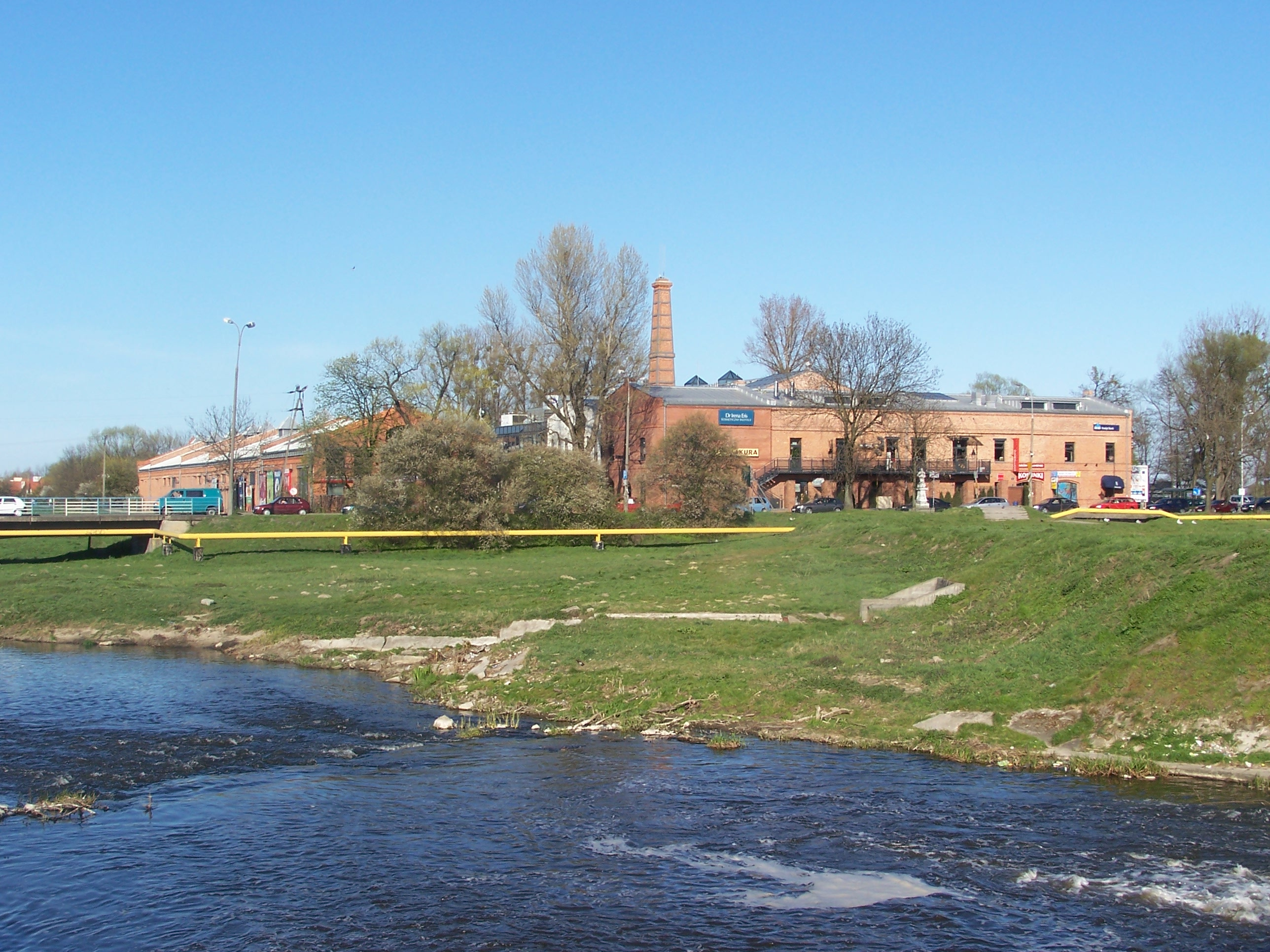
Papiernia w Jeziornie
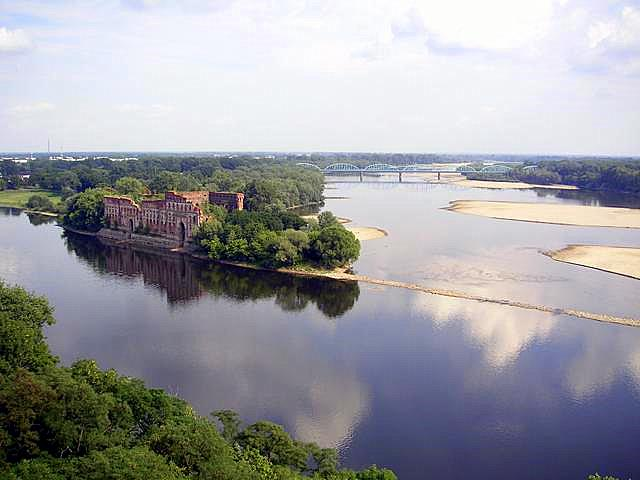
Spichlerz w Nowym Dworze Mazowieckim